# Gigapan

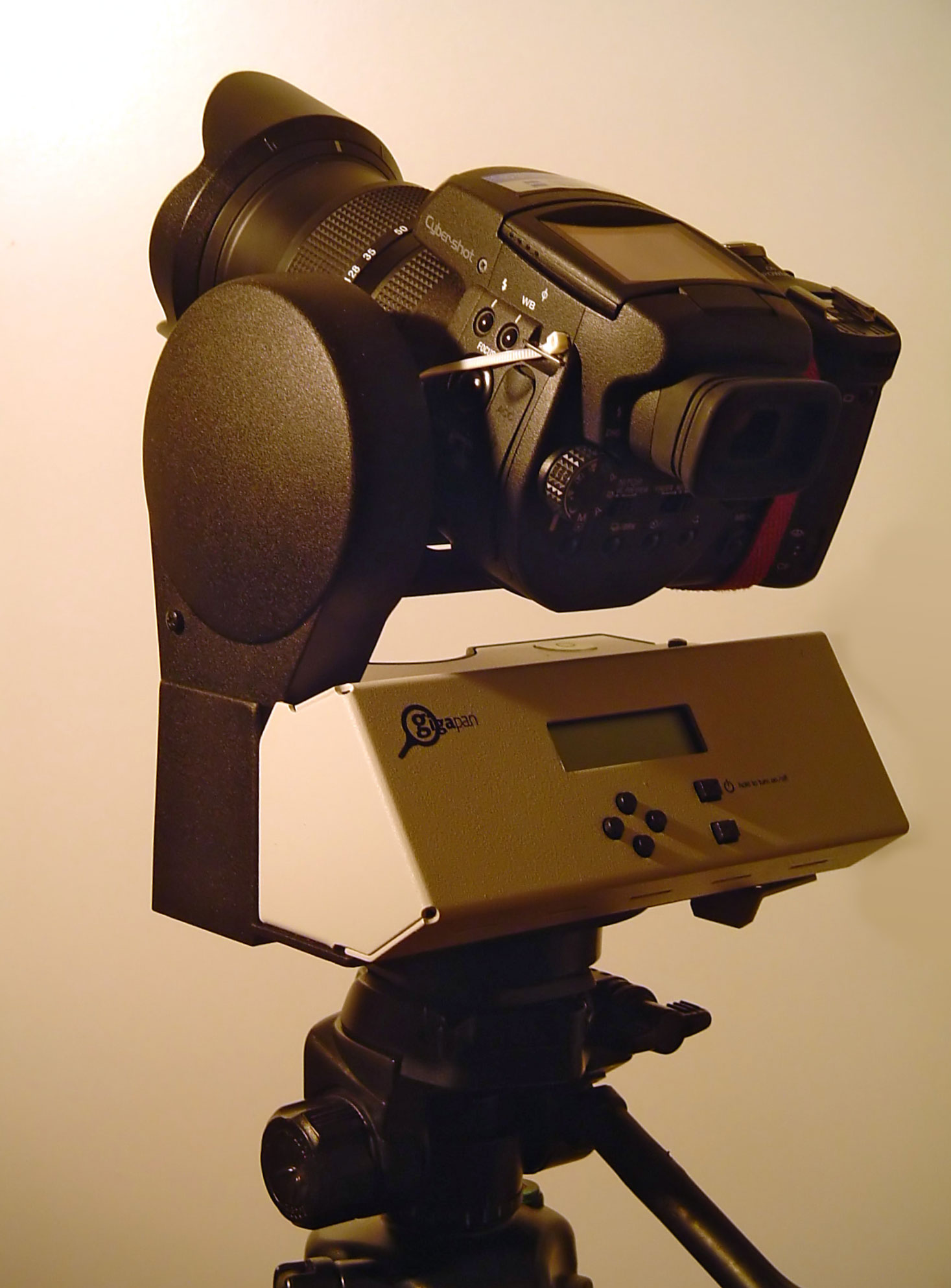
Un'unità in versione beta di GigaPan con una fotocamera (2008)

GigaPan Systems è un'azienda di tecnologia privata che opera a livello globale e fornisce l'hardware, il software e i servizi necessari per creare e condividere immagini panoramiche interattive e ad alta risoluzione, ovvero dell'ordine dei gigapixel. La sua sede centrale è a Portland (Oregon).

## Storia
Gigapan Systems è nato nel 2008 come progetto collaborativo tra l'Università Carnegie Mellon e l'Ames Research Center della NASA, con il supporto di Google. L'hardware robotico originale di Gigapan e il relativo software sono stati progettati per il Rover Spirit e Opportunity per catturare panorami di Marte ad alta risoluzione. Il team di sviluppo era guidato da Randy Sargent, uno scienziato al Carnegie Mellon West e al Ames Research Center della NASA (Moffett Field, California), e da Illah Nourbakhsh, professore associato di robotica all'Università Carnegie Mellon (Pittsburgh).
Da allora, il progetto si è espanso sino a creare una società indipendente offrente soluzioni per scattare immagini dell'ordine di grandezza dei gigapixel.

## Tecnologia
GigaPan Systems abbina le immagini ad alta risoluzione e i panorami con la possibilità di condivisione, zooming e tagging delle immagini. La società offre una soluzione per scattare, visualizzare ed esplorare immagini ad alta risoluzione. Gigapan include:
- Supporti per la macchina fotografica: La serie EPIC dei supporti per fotocamere può catturare fotografie in HD usando quasi ogni tipo di macchina fotografica.

Impostando gli angoli in alto a sinistra e in basso a destra del panorama desiderato, l'EPIC calcolerà quante fotografie è necessario scattare, e quindi automaticamente organizzare in righe o colonne.
- Il software GigaPan Stitch: la tecnologia di image stitching di GigaPan unirà automaticamente le centinaia o migliaia di immagini scattate con una macchina fotografica utilizzando la serie EPIC in una singola immagine. Il software è disponibile sia per Mac che per Windows.

- Il visualizzatore Gigapan: Permette di visualizzare le immagini su GigaPan.com o su un sito di terze parti utilizzando il visualizzatore gratuito e standalone di GigaPan.

- GigaTag: Permette agli utenti di condividere foto e taggare sé stessi su Facebook nelle immagini ad alta risoluzione.

## Comunità
GigaPan è un sito open dove ogni utente può caricare, condividere e commentare le fotografie. Ci sono circa 50 000 membri registrati, con circa 100 000 fotografie caricate sul sito web. Alcune delle immagini più visualizzate includono l'inaugurazione di Obama del 2009, la più grande immagine di Machu Picchu e un'immagine di Kaaba.